# 上图洛姆斯基
上图洛姆斯基（羅馬化：Verkhnetulomskiy）是俄罗斯摩尔曼斯克州的市级镇，属科拉区，位于图洛马河畔，地处摩尔曼斯克州西北部，在区行政中心科拉及州府摩尔曼斯克西南方。附近有上图洛马水电站（Верхне-Туломская ГЭС）。
该地2021年人口有1,213人；2010年人口1,580；2002年人口2,003；1989年人口2,797。